# Lovinobaňa
Lovinobaňa (hongrois : Lónyabánya) est un village de Slovaquie situé dans la région de Banská Bystrica.

## Histoire
La première mention écrite du village date de 1336.

## Démographie

### Évolution de la population
| Année:               | 1994. | 2004.   | 2014.   | 2024.   |
| -------------------- | ----- | ------- | ------- | ------- |
| Nombre de personnes: | 2038  | 2101    | 2104    | 1900    |
| Différence:          |       | +3,09 % | +0,14 % | -9,69 % |

| Année:               | 2023. | 2024.   |
| -------------------- | ----- | ------- |
| Nombre de personnes: | 1907  | 1900    |
| Différence:          |       | -0,36 % |